# Kristóf Bacsó
Kristóf Bacsó (* 29. April 1976 in Budapest) ist ein ungarischer Jazzmusiker (Alt-, Sopran- und Tenorsaxophon, Komposition).

## Leben und Wirken
Bacsó begann mit zwölf Jahren Saxophon zu spielen und erhielt Unterricht bei Dezső Ablakos Lakatos und Mihály Borbély. Nach dem Abschluss seines Jazzstudiums an der Franz-Liszt-Musikakademie in Budapest vertiefte er seine Studien am Pariser Konservatorium und am Berklee College of Music in Boston. Daher lebte und arbeitete er fünfeinhalb Jahre in Frankreich und anschließend in den Vereinigten Staaten.
Seit Ende der 1990er Jahre arbeitete Bacsó mit Gábor Gadó zusammen und wirkte auf seinen Alben Modern Dances for the Advanced in Age, Psyché und Lung-Gom-Pa mit. Als Solist war er an Gábor Winands Alben Agent Spirituel und Different Garden beteiligt. 2005 nahm er gemeinsam mit Kálmán Oláh und Sébastien Boisseau das kollaborative Album Fitting für BMC Records auf. Als Solist spielte er in der Aufführung von Kálmán Oláhs Konzert für Symphonieorchester und Jazzband, arbeitete aber auch mit Ferenc Németh, Gilad Hekselman und Tony Lakatos.
Bacsó ist in vielen europäischen Ländern aufgetreten, etwa beim London Jazz Festival, bei Pescara Jazz, beim Barcelona Jazz Festival und weltweit in Jazzclubs wie dem New Morning, Sunset/Sunside, Porgy & Bess, Pizza Express oder dem Cotton Club-Tokyo.
Bacsó leitete ein eigenes Quartett, das 2008 sein erstes Album Alteregos veröffentlichte, dem 2012 das Album Nocturne folgte. 2013 gründete er mit Tzumo Árpád Oláh und Márton Juhász seine Band Bacsó Kristóf Triad, die 2016 mit Lionel Loueke das Album Pannon Blue veröffentlichte. Mit diesem Trio und Daniele Camarda am Bass folgte 2022 wiederum bei BMC Records das Album Imaginary Faces. Mit dem Modern Art Orchestra, für dessen Album Circular (2014) er die Kompositionen schrieb, tourte er mehrfach in Nordamerika und Europa. Er ist auch auf Alben von István Regős und Agnes Szalóki zu hören.
Seit 2012 unterrichtet Bacsó an der Jazzabteilung der Franz-Liszt-Musikakademie, die er derzeit leitet.

## Preise und Auszeichnungen
Bacsó gewann 1999 den ersten Preis beim Talentwettbewerb des ungarischen Rundfunks für junge Saxophonisten. 2011 war er mit seinem Stück „Lunar Dance“ Finalist beim internationalen Kompositionswettbewerb des Brussels Jazz Orchestra. 2007 und 2009 wurde er mit dem Preis der Artisjus-Musikstiftung und 2015 mit dem Orszáczky-Preis des Ungarischen Musikautorenverbandes ausgezeichnet. 2017 erhielt er für sein Album Pannon Blue die Auszeichnung „Jazzalbum des Jahres Album“ von der Zeitschrift Gramofon. Im selben Jahr wurde er für die Publikation KULT50 ausgewählt, eine Sammlung der einflussreichsten Persönlichkeiten des ungarischen Kulturlebens.